# Тодор Ризников
Тодор Ризников (псевдоним на Тодор Иванов Василев) е роден на 28 май 1932 г. в село Комарево, Варненско, в семейството на детския писател Иван Василев Гайдаров. Завършва гимназия в София през 1950 г и българска филология във ВТУ “Св. Св. Кирил и Методий” през 1974 г.
Редактор е в репертоарното бюро на ЦДНА в периода 1955-1956 г., във в. „Простори“  през 1958 г., в издателство „Георги Бакалов“ във Варна в периода 1962-1964 г. Работи в младежката бетонджийска бригада в Кремиковци от 1960 до 1962 г. Работи като секретар на писателя Георги Караславов в годините 1970-1972. Уредник е в отдел „Възраждане“ на Националния музей на българската литература. Печата от 1948 г. във в. „Кооперативен фронт“. Сътрудничи на в. „Народна младеж“, „Простори“, сп. „Славейче“, „Българо-съветска дружба“, „Септември“ и др. През 1955-1965 г. пише и публикува предимно стихотворения и поеми за деца. Популяризира сборника Веда Словена, с безспорен принос за публикуването на рядкото фототипно издание на книгата. 
Умира на 3 феврурари 1992 г. при неизяснени обстоятелства като отшелник в една от пещерите край Мадара.

## Произведения
Автор е на книгите: 
- Герчо на пързалка 1958 г.
- Летящата прашка (поема, 1960 г.)
- Тримата Дядомразовци. Весела история 1961г.
- Марко-учен котарак 1962 г.
- Чичо Златорък  (поема, 1962 г.
- Бялото магаре. Весела история в стихове 1964г.
- Весела случка. Поема за деца 1966 г.
- Ловецът на балони. Весели истории, поеми за деца 1969 г.
- Хитър Тунчо и деветте лъва (приказка в стихове, 1969 г.)
- Ловецът на балони. Детски поемки” 1973 г.
- Ловецът на диви патици (кн. 1, 1965 г.), (1980 г).

Публикува двуезична книга за Каспичан и Мадара.

## Статии
- Нещо за кралските ведически песни
- Седемте ключа на Родопите
- Цар Ивайло в песенния фолклор Млад Иванчо отнема бащиното си царство от цар Костадин
- Историческата участ на божествената тракийска триада Дионис-Орфей-Рес
- Народната песен и фактите, или Смъртният грях на Раковски
- Благодетелят просек
- „Веда словена“ книга съкровищница на народната памет
- За отзвъняването при Кирил Христов
- Фолклорното у Вапцаров